# Internés militaires italiens

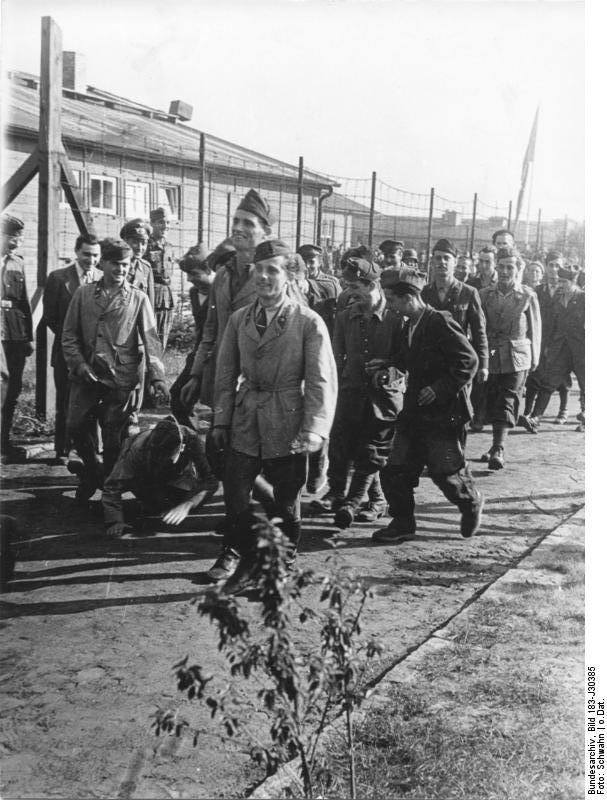
Camp de prisonniers pour militaires italiens après l'armistice du 8 septembre 1943 (photo de propagande allemande).

Les internés militaires italiens (Italienische Militärinternierte, IMI) est le nom officiel donné par l'Allemagne aux soldats italiens capturés, rassemblés et déportés dans les territoires de l'Allemagne nazie lors de l'opération Achse dans les jours qui ont immédiatement suivi l'armistice de Cassibile (8 septembre 1943).
Après le désarmement par les Allemands, les soldats et officiers italiens sont confrontés au choix de continuer le combat aux côtés de l'armée allemande (soit dans les forces armées de la République sociale italienne, le régime fantoche allemand dans le nord de l'Italie, soit dans des unités italiennes de « volontaires » dans les forces armées allemandes) ou, sinon,rejoindre des camps de détention en Allemagne. Seuls 10 % acceptent de rejoindre les forces allemands, les autres sont considérés comme des prisonniers de guerre. Plus tard, ils seront rebaptisés « internés militaires » par les Allemands (pour ne pas reconnaître les droits accordés aux prisonniers de guerre par la IIIe convention de Genève), et enfin, à l'automne 1944 jusqu'à la fin de la guerre, « travailleurs civils », afin qu'ils puissent être soumis à des travaux forcés sans protection de la Croix-Rouge.
Les nazis considèrent les Italiens comme des traîtres et non comme des prisonniers de guerre. Les anciens soldats italiens sont envoyés au travail forcé dans les industries de guerre (35,6%), l'industrie lourde (7,1%), les mines (28,5%), la construction (5,9%) et l'agriculture (14,3%). Les conditions de travail s'avèrent très difficiles, ils sont mal nourris et pas équipés pour surmonter l'hiver allemand. Beaucoup tombèrent malades ou trouvèrent la mort.

## Nombre de prisonniers et victimes
Les Allemands désarment et capturent 1 007 000 soldats italiens, sur un effectif d'environ 2 000 000 d'hommes. Parmi eux, 196 000 parviennent à fuir lors de la déportation. Sur les quelque 810 000 restants (dont 58 000 capturés en France, 321 000 en Italie et 430 000 dans les Balkans), plus de 13 000 perdent la vie lors du transport des îles grecques vers le continent et 94 000, dont la quasi-totalité des chemises noires des MVSN, décident immédiatement de se battre aux côtés des Allemands. Il reste alors environ 710 000 soldats italiens, qui seront déportés dans des camps de prisonniers allemands avec le statut d'immigré italien. Au printemps 1944, quelque 103 000 se déclarent prêts à servir en Allemagne ou dans la République sociale italienne, comme combattants ou comme travailleurs auxiliaires. Il reste finalement entre 600 000 et 650 000 soldats, refusant catégoriquement de poursuivre la guerre aux côtés des Allemands.
Les estimations des pertes parmi les internés varient entre 37 000 et 50 000. Les causes de décès sont :
- la dureté et le danger du travail forcé (10 000 morts)
- maladie et malnutrition, surtout dans les derniers mois de la guerre (23 000)
- exécutions à l'intérieur des camps (4 600)
- les bombardements alliés des installations où ils travaillaient (2 700)
- d'autres ont péri sur le front de l'Est (5 000 à 7 000)

À la fin de la guerre, plusieurs milliers d'anciens internés se retrouvent entre les mains de Français, Soviétiques ou Yougoslaves, et au lieu d'être libérés, ceux-ci sont maintenus en captivité pendant un certain temps après la fin de la guerre.

## Navires coulés transportant des prisonniers de guerre italiens
- Gaetano Donizetti, 23 septembre 1943, Rhodes, 1 796 tués[4], coulé par le HMS Eclipse
- Ardena, 27 septembre 1943, Argostoli, 779 tués, coulé par une mine
- Mario Roselli, 11 octobre 1943, Corfou, 1 302 tués, coulé par une attaque aérienne de la RAF
- Maria Amalia, 13 octobre 1943, Céphalonie, 544 tués, coulé par une mine ou par un sous-marin de la Royal Navy (le HMS Unruly ou le HMS Trooper)
- Sinfra, 20 octobre 1943, Crète, 2 098 tués, coulé par les attaques aériennes de la RAF et de l'USAAF
- Aghios Antonios - Kal 89, 19 novembre 1943, Karpathos, 110 tués, coulé par l'ORP Sokół
- Leda, 2 février 1944, Amorgos, 780 tués, coulé par une attaque aérienne de la RAF
- Petrella, 8 février 1944, Souda, 2 670 tués, coulé par le HMS Sportsman
- Oria, 12 février 1944, Cap Sounion, 4 074 tués, naufragés dans une tempête
- Sifnos, 4 mars 1944, Milos, 70 tués, coulé par une attaque aérienne de la RAF
- Tanais, 9 juin 1944, Crète, 213 tués, coulé par le HMS Vivid

Total de 13 939 tués,

## Internés militaires célèbres
- Giovannino Guareschi
- Tonino Guerra
- Alessandro Natta
- Mario Rigoni Stern
- Gianrico Tedeschi
- Giuseppe Tontodonati (en)